# Emirat de Trarza
L'emirat de Trarza fou un estat que va existir al sud-oest de Mauritània entre el segle xvii i la conquesta francesa el 1903. Posteriorment existeix el títol però no el territori.

## Història

### Establiments dels Oulad Terrouz
A l'inici del segle xv, després de l'arribada dels hassànides a Mauritània, els germans Terrouz i Barkani conduïen un grup dels invasors que operava unit i coordinat també amb un altre grup del mateix origen. Posteriorment els dos germans es van separar a causa de conflictes pel repartiment del botí. Els fills i servidors de Terrouz es van desenvolupar entre els segles XV i XVI i van formar la tribu trarza. El seu germà originara la tribu brakna. A finals del segle xvi aquestes dos tribus van imposar la seva hegemonia sobre la dels Oulad Mbarek, que va emigrar a l'est.
La línia successòria fou: Terrouz > Musa > M'Hammed > Messaoud > Azzouz. Els fills d'aquest van originar els Oulad Al Bou Alïa (tres fills: Bella, Ahmed i M'Hammed, que junts van donar origen a aquest grup, que per part de mare eren d'origen Oulad Bou Ali) i els Oulad Nacer (d'origen matern anatra, el fill de nom Daman). Daman va tenir set fills que vivien al començar el segle XVII: Ahmed, Attam, Sassi, Zennoun, Ag Mottar, Abella i M'haïmdat, ancestres epònims de les tribus que formen avui dia el conjunt trarza: Oulad Daman i Oulad Ahmed ben Daman (Ahmed era fill de Daman i la seva tribu hauria de fer part dels Oulad Daman però per la costum maure, la branca major on es reclutaven els caps i era més rica, establia aquesta separació).
Aquests fills de Daman van acabar de reduir els Oulad Rizg i van mantenir com a tributaris a les faccions amazigues. Els Oulad Rizg encara aguantaven dividits en dos grups: un entorn de la principal fracció, els Lektaïbat, que vivia a la regió de Tin Yachil, al nord-est de Nouakchot; l'altre était els Oulad Bou Ali i altres fraccions menors que acamapaven a Tillemas. De fet les dues fraccions actuaven unides i el 1620 van lliurar al turó de Nich, a l'Agchar, al sud de Tijirit, un gran combat contra els trarzes i els seus aliats, i foren vençuts perdent al seu cap Mahinin ben Aïssa, dels Oulad Bou Ali. En la seva fugida els Bou Ali foren atacats pels Lektaïbat i això va portar als Bou Ali a aliar-se als trarzes; el cap Mohammed ben Aïssa, germà de Mahinin va enviar regals que foren acceptats i Ahmed fill de Daman es va llençar contra els Lektaïbat que van fugir però foren atrapats a In Titam, i derrotats (1630 o 1631); en aquesta victòria els Bou Ali van perdre al nebot del seu xeic, Chobeïl Ould Mahinin, i els trarzes els dos fills d'un dels caps aliats Sidi Brahim ben Sidi Ahmed al-Aroussí. Els Oulad Rizg van perdre la independència i les seves fraccions, reduïdes, van passar als trarzes; els Oulad Bou Ali van pagar tribut a Ahmed Ould Daman igual que els Lektaïbat (Lebneïkat i altres noms) es va convertir en la fracció zenaga (tributaris) dels Oulad Ali. Sassi ben Daman va imposar tribut als tachomcha (aleshores acampats a Agnint).

### Els aroussis
En aquest temps Sidi Brahim ould Sidi Ahmed al-Aroussí descendent segons uns d'un caid de la mehalla lamtuna de Yusuf ben Tashfin, o segons altres dels merafra, dirigia als Aroussiin, que nomaditzaven al nord del Sàhara va recórrer el territori maurità del sud al front de bandes armades i va aixecar tributs entre els amazics Zouaïa els quals estaven dirigits pel marabut In dag Saad l'ancestre dels Tachedbit. El va voler sotmetre amb unes trampes preparades però no se'n va sortir. Llavors els trarza li van demanar cooperació contra els Oulad Rizg, ja que vençuts aquests es podria sotmetre fàcilment als zouaïa; ja hem vist com van participar al costat dels trarzes a la lluita contra els Lektaïbat on va perdre dos fills. Però després els trarzes no el van voler ajudar a sotmetre marabuts i li van dir que només lluitaven contra altres guerrers. Al-Aroussi es va dirigir llavors als campaments del nord on pastorejaven els aroussïin (entre Sakia-el-Hamra i el riu Draa). Els Zouaïa, que havien donar suport als Oulad Rizg, van estar a punt de fugir, però la marxa d'al-Aroussi els va fer quedar però les tribus es van reclassificar: els tachomcha es van dividir: els Diman (Tachomcha) es van unir als Id ad Hommad; els Béni Id Moussa (Tachomcha) es van unir als Id Abija (Tendra); els Id Atjfagha (Tachomcha) es van unir als Id Agja; els Ida Ou Dam (Tachomcha) es van unir al sultà negre Bon Bakar Diop; els Beni Iddane Abiaj (Tachomcha) es van unir als Dieïdiba. Fou en aquest moment que se situa el sorgiment dels Oulad Biri, originats en Biri, fill de Maham i descendent de Barkani, que va emigrar i es va establir a Tin Douja i la seva descendència es va desenvolupar ràpidament.
Un temps després Sidi Brahim al-Aroussí va enviar el seu fill al-Hiba amb una banda, per demanar tribut als Zouaïa. Aquests van reunir les seves forces a Tin Goufamn, però confiaven més en l'astúcia que la guerra i van demanar consell a Lamin ben Barik Allah que va fer una sèrie de cerimònies que incloïen música que van impressionar als aroussis i es van retirar.

### Guerra de Babbah. Els imans amazics
La guerra de Babbah que es va desenvolupar a la meitat del segle xvii va canviar completament les condicions socials i va establir les condicions que van existir fins al segle XX quan el domini francès i després la independència van tornar a canviar-ho tot. Vers el 1640 les tribus amazigues de Trarza ocupaven el triangle Khroufa, Mederdra, Bou Tilimit; tenien al nord als trarzes; a l'est els braknes; au Sud, els negres (que ocupaven encara la Chemana i feien incursions a territori maure). Políticament els amazics, sense oposar resistència militar, intentaven evitar el tribut als grups hassànides i quan podien creaven divisió als enemics; en canvi contra els negres tenien una política militar més activa. Mohammed ben Diman, ancestre epònim dels Oulad Diman, es alabat per haver defensat a les dones i nens zouaïa contra els sultans de la dinastia de Tenguella (regne de Denanke o Imperi Gran Ful).
La política activa del gran marabut Naser al-Din seria el senyal de les modificacions a la societat maure; sota la seva direcció els amazics gairebé van poder exterminar als hassànides (apareixen com Oulad Hassan, Awlad Hassan, Hassanes, Hassans, Banu Hassan, Beni Hassan i probablement sota altres formes). Malauradament a la seva mort el seu èxit es va esvair. L'element marabútic de Mauritània volia constituir amb Naser al-Din una comunitat política ortodoxa guiada pels principis religiosos. El cap polític-religiós havia de ser un imam a la vegada cap temporal i espiritual, elegit lliurement per la comunitat, i sense poders absoluts, ja que comptava amb els seus consells de cadis i alfaquís per gestionar la comunitat. Havia arribat el moment de formar un estat teocràtic. Per seguir aquest període, vegeu les biografies dels imams:
- Naser al-Din 1644-1650
- Al-Faqih Lamin 1650-1656
- Qadi Othman 1656-1665
- Mbarek Ould Habib Allah 1665-1668
- Munir al-Din 1668-1670
- Agd al-Mokhtar 1670-1674

### L'emirat de Trarza
El final de la guerra de Babbah (1674) va fer desaparèixer els amazics del conflicte i va obrir les rivalitats entre els hassànides. Fins al moment hi havia hagut uns quants caps antecedents immediats dels primers emirs de Trarza que van continuar amb els emirs; la llista de xeics i emirs és la següent, i la història d'aquest període es pot consultar a través de les seves biografies:
- Terrouz
- Musa ben Terrouz
- M'Hammed ben Musa
- Messaoud ben M'Hammed
- Azzouz ben Messaoud
- Daman ben Azzouz (+ vers 1600) > origen dels Oulad Daman a través de tres dels seus fills (Attam, Sassi, Zennoun, que van originar els Ahel Attam, Oulad Sassi, Oulad Zennoum, tres fraccions origen de la tribu Oulad Daman)
- Ahmed ben Daman (+ vers 1640) > Origen dels Ahel Ahmed ben Daman (amb els que es van fusionar els descendents dels altres tres fills Ag Mottar, Abella i M'Haïmdal origen de les fraccions Ahel Ag Mottar, Ahel Abella i Ahel M'Haimdal formant la tribu Oulad ben Daman)
- Haddi Ould Ahmed (primer emir dels Oulad Ahmed ben Daman 1640-1684)
- Siyed Ould Haddi 1684
- Amar I Agjhel Ould Haddi 1684-1703
- Ali Chandora Ould Haddi 1703-1727
- Amar II Ould Ali 1727-1757
- Mokhtar Ould Amar 1757-1759
- Ali Kouri Ould Amar 1759-1786
- Alaït Ould Mokhtar 1786-1795
- Amar III Ould Mokhtar Ould Kumba 1795-1800
- M'Hammed Ould Ali 1800-1827
- Amar IV Ould Mokhtar 1800-1827 (regent 1800-1827, emir usurpador 1805-1827, reconegut emir 1827)
- Mohammed Al-Habib Ould Amar 1827-1860
- Sidi Mbaïrika Ould Mohammed 1860-1871
- Ahmed Salum I Ould Mohammed 1871-1873
- Ali Diombot Ould Mohammed 1873-1886
- Mohammed Fal Ould Sidi 1886
- Amar V Salum Ould Mohammed 1886-1891
- Ahmed Salum II Ould Ali 1891-1905
- Sidi Ould Mohammed Fal (en rebel·lió) 1902-1905
- Ahmed Salum III Ould Brahim, 1905
- Annexió a França 1905-1910
- Ahmed Salum III Ould Brahim, 1910-1917

## Domini francès
L'emir Mohammed Al-Habib de Trarza es va donar per vençut vers els atacs del governador francès Louis Faidherbe l'any 1858 va signar un tractat pel qual renunciava a tores les terres al sud del Senegal i prohibia a la seva gent passar el riu portant armes; a més consagrava la llibertat del comerç de la goma aràbiga. Poc després un tractat molt similar es va signar amb Mohammed Sidi Ould Mohammed de l'emirat de Brakna.
Des el 1898 a l'emirat de Trarza es vivia una guerra civil entre l'emir Ahmed Saloum II Ould Ali i el pretendent Sidi Ould Mohammed Fal. Els francesos van optar per una acció més decidida; els territoris de Mauritània foren segregats de la colònia del Senegal i posat sota l'autoritat especial d'un Comissari del Govern general (estiu de 1902). Xavier Coppolani fou el primer comissari.
Amb contingents del Waalo i dels gandiolesos (de Gandiol) i va establir al riu les posicions de Ndiago, Biak o Biakh, i Souet el-Ma per prendre el primer contacte amb les tribus; els Oulad Bou Sba de la riba esquerra i després les tribus marabútiques van respondre a la crida del comissari. Coppolani va convidar a l'emir a reunir als seus partidaris a Garak; el desembre de 1902 l'emir ho va intentar però una bona part dels Oulad Ahmed ben Daman i gairebé tots els Oulad Daman, no hi eren, ja que afavorien a Sidi i no van tardar a proclamar a Sidi Ould Mohammed Fal com a emir. Cheik Sidïa els va calmar però a Dagana Coppolani ja estava intentant l'abdicació de l'emir. Aquest va establir els seus campaments a Khéo i a Garak al darrere de les posicions franceses, i es va dedicar a esperar igual que feien els partidaris de Sidi més al nord.
Coppolani es va entendre amb les tribus marabútiques; va rebre delegacions dels Oulad Diman, dels Tendgha i dels Tadjakant. Va sortir el 15 de desembre de 1902 de Souet el-Ma i va avançar progressivament a l'interior on va establir les posicions franceses de Khroufa i Nouakchot (gener i febrer de 1903). Va treballar per reunir als caps guerrers trarzes i va prendre a sou com a caps dels irregulars a Khayaroum, Othman ould Brahim Khalil i Bou Bakar Ciré, que dirigien la major part dels guerrers Oulad Ahmed ben Daman. Coppolani va embarcar el febrer de 1903 a Nouakchot i va tornar per mar a Saint Louis del Senegal.
El 12 de maig de 1903 es va proclamar el protectorat francès, cosa que va provocar un acostament dels dos rivals. Ahmed Salum III es va traslladar al nord, al Tell, als terrenys dels Oùlad Bou Sba, i es va mostrar conciliador. Sidi per la seva part va renunciar al títol d'emir momentàniament; les dues parts enfrontades van començar negociacions; van arribar a planejar junts un atac a la posició francesa de Nouakchot (novembre de 1903), però van advertir a Khayaroum, al que volien al seu costat, i li van demanar evacuar el lloc uns dies durant l'atac, però el ex visir va avisar els francesos, i l'atac per sorpresa fou impossible.
Coppolani, que després d'una estada a França, ja havia tornar, va intentar separar Ahmed Saloum II i Sidi i va optar per aquest darrer que semblava tenir més partidaris i a més els seus Oulad Daman eren aliats de Cheikh Sidïa en les seves lluites contra els Dieïdiba i els Oulad Bou Sba, mentre que Ahmed Salum tenia el suport religiós de Saad Bouh i els Fadelïa. En aquest moment (inicis del 1904) Ahmed Salum II estava retirat a les terres dels Oulad Bou Sba, enemics irreductibles del Cheikh Sidïa, el principal cap marabut del país. Sidi, aconsellat per Cheikh Sidïa va abandonar la cooperació amb Ahmed Salum i es va declarar el 13 de març de 1904 a favor dels francesos, agafant altre cop el títol d'emir i l'estiu del 1904 se'n va anar a Saint Louis. Mentre els francesos havien conquerit de fet els emirats de Brakna i de Tagant, però Sidi encara no era conscient del canvi en la relació de forces que suposava la intervenció francesa i pretenia imposar condicions de sobirà independent quan la sort dels emirats ja estava decidida pels francesos. No hi va haver acord i a final d'any Sidi va retornar al seu campament i va reprendre converses amb Ahmad Salum II.
Durant el 1904 no hi va haver combats a Trarza i la tasca dels francesos va consistir a protegir a les tribus zouaïa (marabútiques) que no es podien defensar contra les ràtzies dels guerres; en aquesta tasca es van lliurar dos combats el 12 de març a Taguihilet i el 13 març prop de Souet el-Ma; entre el 17 i el 31 de març el capità Frèrejean va dispersar bandes de trarzes de l'emir i dels Oulad Bou Sba de Sidi Abdallah ould Bou Alïa Kahla i va destruir els seus campaments foragitant-los cap al nord i l'est; i un combat lliurat contra 200 guerrers dels Oulad Bou Sba al nord de Souet el-Ma. En aquest any es va fundar a la primavera la posició militar de Bou Tilimit, que va esdevenir després la capital de la residència de Trarza Oriental, sent Biakh la capital de la residència de Trarza Occidental.
El gener de 1905 Ahmed Salum i Sidi van arribar a un acord. Com a demostració van fer un atac conjunt a la posició de Khroufa, que de fet havia estat abandonada pels francesos que s'havien traslladat a Nouakchot per assegurar el control de les bandes fidels de Khayaroum i d'Othman al sud i el camí de la Chemama, i per assegurar al nord la protecció de la missió ictiològica de Grave. La unió dels dos caps va portar el suport dels Oulad Bou Sba del nord que oferien refugi als guerrers després de les ràtzies. Els francesos per la seva banda asseguraven el terreny ocupat i protegien les tribus Zouaïa que els servien d'informadors.
Ahmed Salum i Sidi s' adonaven de la seva situació i un es volia desfer de l'altra per presentar-se als francesos com únic emir. El gener de 1905 els telàmides (seguidors fanàtics) de Cheikh Sidïa dels Oulad Biri foren derrotats pels Oulad Bou Sba, que també van saquejar els campaments del Ida Ou Ali i dels Ida Bel-Hassen (12 de febrer) i dels Id Ag Chella (15 de febrer); poc després d'això l'emir Ahmed Salum va enviar missatges a Cheikh Sidïa per demanat la seva mediació amb els francesos per obtenir la pau. El 13 d'abril de 1905 Ahmed es va presentar a Bou Tilimit, on era Coppolani, per fer submissió personal i anunciar la dels seus; al tornar al seu campament fou assassinat cinc dies després el 18 d'abril de 1905 als pous de Nouakel, a tres dies de marxa al nord de Bou Tilimit; els assassins foren Ahmed ould Deïd (germà de Sidi) i Samba ould Ahmed ould Sidi Mbaïrika (cosí germà de Sidi); els assassins van anar a demanar hospitalitat a Amar Ould Ali, germà de l'emir que no sabia encara de la seva mort i a la nit també el van assassinar, mentre dormia, disparant-li un tret i fugint tot seguit. Coppolani no va poder reaccionar doncs fou assassinat també a Tidjika el 12 de maig de 1905.
Sidi Ould Mohammed Fal no va ordenar l'assassinat per la política profrancesa d'Ahmed Salum II, sinó per la venjança de sang, ja que Ahmed havia matat vint anys abans al seu pare Mohammed Fal, i per motius personals, ja que la iniciativa d'Ahmed el relegava. L'endemà mateix de la mort de l'emir, Sidi, ara emir únic, va iniciar converses secretes amb els francesos a Bou Tilimit (per mitjà de Cheikh Sidïa) per ser reconegut com a únic emir. Sidi Oul Mohammed Fal va condemnar l'acció del seu germà Ahmed Ould Deïd i va abdicar el càrrec als peus de Cheikh Sidïa, però fou un muntatge, ja que al cap de dos dies els Oulad Daman li van demanar revocar la seva decisió i va tornar a agafar el títol. La família d'Ahmed Salum II es va refugiar al campament de Saad Bou i va demanar protecció a França que va acceptar protegir els hereus a canvi del suport dels seus partidaris a França.
La successió política d'Ahmed Salum II fou reclamada immediatament pel jove Ahmed Salum III Ould Brahim Ould Mohammed Al-Habib, cosí germà de l'emir assassinat i cosí de cinquè grau de Sidi. Sentint la seva vida amenaçada es va refugiar amb les fraccions dels Oulad Beniouk i Oulad Zomboti que li eren fidels, just a temps doncs ja les bandes d'Ahmed Ould Deïd venien a buscar-lo; les forces de Ould Deïd i dels Beniouk i Zomboti es van enfrontar al marigot de Teniader, prop de Garak (maig de 1905). Els haratins (els negres dels oasis) d'Ahmed Saloum II, que havien estat reclutat de manera forçada per Ould Deïd, es van passar al camp d'Ahmed Salum III mercès al qual aquest va obtenir la victòria i va fer fugir a Ould Deïd. Però Ahmed Salum III va anar immediatament a fer submissió al francesos a la seva posició de Biakh (maig de 1905). El juny el comissari interí, en una reunió a Garak, va intimar al pretendent a acabar tota lluita i va establir el control francès sota l'autoritat directe dels residents a Trarza Occidental o Trarza Oriental, assegurant la protecció de les tribus marabútiques i una missió de policia general. Per mantenir al pretendent i els seus 500 guerrers se li va permetre de recaptar el impost bakh sobre els amazics; els guerrers van quedar exempts del zakat. Ahmed Salum III va agafar el títol d'emir. Sidi havia enviat al seu germà Ahmed Ould Deïd a Garak per demanar una entrevista formal amb el comissari a Saint Louis, però aquesta petició fou refusada, i en canvi fou convocat a Podor per l'agost. Sidi hi va anar i el 4 d'agost de 1905 va acceptar les condicions que li foren presentades, gairebé les mateixes que al seu rival. Pels francesos ja no hi havia dos emirs titulars sinó dos caps tots dos nominalment emirs, aspirant a rebre una investidura oficial del govern de França, que administraria directament el territori amb l'ajuda dels xeics de les tribus. França va practicar una política de balança entre els dos pretendents. La situació no va durar i al final de l'any 1905 Sidi va abandonar Trarza i es va dirigir a l'Adrar amb els seus partidaris entre els quals el seu germà Ahmed ould Deïd i els dos caps Isselmou i Ahmed Saloum ould Mokhtar Oumou; se li van unir també molts companys de joventut, de guerra o d'estudis com Sidi Ahmed i Sidïa, fill i germà del xeic Sidi Mohammed ben Ahmeddou ben Sliman, dels Oulad Diman. Altres es van quedar a la zona de Bou Tilimit, reagrupats entorn dels seus caps tribals.
La lluita ara entre Sidi i Ahmed Salou III no es va aturar. Aquest darrer tenia el suport una part dels Oulad Ahmed ben Daman, una fracció dels Euleb, els Oulad Beniouk, els Zomboti, els Zeilouïa, els Ahel Ag Mokhtar, els haratins Ahel Cherqi i els Rehahla, tots de la part occidental de Trarza. Sidi tenia darrere seu als Oulad Daman i una part dels Oulad Ahmed ben Daman, dels Euleb (fraccions Oulad Mohammed i Kohel), els Ouled Bou Ali, Aroueïjat, Eoubbeïdàt, Tàghredient i Oulad Agçhar, concentrats a Trarza oriental. Els marabuts estaven dividits i els seus gran caps afavorien a un o altre: Saad Bouh a Ahmed Salum III i Cheikh Sidïa a Sidi. A les capitals territorials, Biakh era centre de reclutament d'Ahmed i Bou Tilimit de Sidi i les mateixes tropes indígenes reclutades pels francesos tenien el seu candidat; els soldats indígenes de Bou Tilimit van marxar contra els de Biakh; van fer ràtzies contra les tribus que li donaven suport i van acampar a Khéo en actitud amenaçadora; els dos residents toleraven per interessos propis aquesta situació i va ser necessària la intervenció del comissari interí del governador general, Adam (febrer de 1906) per posar fi a aquestes rivalitats.
El 1906 les dues residències separades foren reunides sota un sol resident que fou el capità Théveniaut; tot seguit les dues residències van esdevenir el cercle de Trarza unificat (juny de 1906). Aquest cercle formava una línia de defensa que sortint de Nouakchot, baixava cap a Khroufa i es dirigia tot seguit a Choubouk, Bou Tilimit, Agroug i Alog. Es va crera també una força d'intervenció ràpida i nombrosos llocs fortificats; el comandant del cercle va organitzar també escamots meharistes, formats sobretot per tiradors tuculors del riu habituats a muntar camells que estarien assistits per infants auxiliars maures; ben aviat van estar en condicions d'evitar les ràtzies o atrapar als saquejadors. L'autoritat política dels guerrers fou confiada a certs caps: els Oulad Ahmed ben Daman (amb els seus haratins -negres- i zenagues -amazics), Ahel Abolla i Ahel Guibla estarien sota autoritat del representant dels Ahel Mohammed Al-Habib, en aquest cas Ahmed Saloum (III) Ould Brahim; els Rehahla sota Othman Ould Brahim Khalifi; els Ahel Abd Al-Ouahhab, Loubeïdat i Zenaga Ananca, sota l'autoritat de Sidi Ould Brahim; els Tagheredient sota la de Mbarek ould Barik Allah; i els Oulad Agchar, sota la de Sidi ould Abdi. Les tribus marabútiques estarien manades així: els Oulad Diman i dues altres fraccions tachomcha (Eïqoub i Ahel Barik Allah) sota el xeic Sidi Mohammed ould Ahmeddou ould Sliman; la darrera tribu tachomcha (Id Atjfagha Habib Allah), sota l'autoritat de Sidna Mbarek; els Ida Ou Al-Hadj Tachedbit, Koumleïlen i Id Armadieq, sota la de Mohammed Salek ould Chems; els Medlich, sota Mohammed Fal; els Tendgha, Ntaba, Ahel Mohammed Fadel, Tiab Oulad Daman, Tiab Euleb i Ntouajia, sota Sidi Bouïa fill gran de Saad Bouh; els Ôuled Biri i Tagounant, sota Sidi Mohammed ould Sidi Mohammed al-Khalifa ould Sidïa Al-Kabir, germà de Cheikh Sidïa; els Tadjakant i Tagnit, sota Qassoum ould Mokhtar. Aquesta administració militar i política directa va assegurar anys de calma i seguretat. Els grups que sota el comandament de le'mir Sidi i del seu germà Ahmed o d'Ould Assas, fill de Sidi Eli II Ould Ahmeddou I, ex-emir de Brakna, van intentar algunes ràtzies a Trarza, foren rebutjats cap al nord.
El darrer intent de resistència de Sidi Ould Mohammed Fal i el seu germà Ahmed Ould Deid va comportar l'anomenada batalla de Legweichichy el 28 de novembre de 1908.
Al gener del 1910 Ahmed Ould Deïb, germà de l'emir Sidi Ould Mohammed Fal, aconsellat per Cheikh Sidïa, es va sotmetre formalment i el van seguir els seus dos principals lloctinents, Isselmou i Ahmed Salem Ould Mokhtar Oumou. Al començament de 1910, l'autoritat francesa es proposava reconèixer als caps fidels i va decidir restaurar la dignitat d'emir en la persona d'Ahmed Salum III Ould Brahim. Es tractava de constituir un gran comandament indígena sobre el país Trarza amb un representant hereditari que seria al mateix temps cap honorífic de les tribus marabútiques sense poder intervenir en els seus afers. Al Trarza Occidental (residència de Méderdra) Ahmed Salum III fou aclamat per les tribus i fou reconegut per l'autoritat francesa a Méderdra el mes de maig de 1910; es va signar entre les dues parts una convenció. El límit del comandament del nou emir era la línia Lemleïga a Souet el-Ma, Jerarïa i perllongació amb totes les tribus dins d'aquesta línia. Als Ahmed Ould Deïb, Isselmou i Ahmed Salem Ould Mokhtar Oumou se'ls va confiar el Trarza Oriental dividit en tres parts: les terres dels Oulad Daman i Oulad Ahmed ben Daman establertes a la zona (Oulad Bou Bakar Ciré, Oulad Reguïeg, Ahel Abella, Ahel Ag Mouttar) i algunes fraccions dels Euleb, Oulad El-Lab i els seus haratins Dokhon, foren confiades com a xeic independent a Ahmed Ould Deïb; Ahmed Salem Oumou esdevenia xeic independent de la fracció Ahel Atam dels Oulad Daman; i Isselmou dels Rehahla i d'una part de l'herència del seu oncle Othman ould Khalil, amb la tutela sobre els dos fills d'Othman (cosins d'Isselmou). Aquestes posicions de xeics independents ("independents" de l'emir) era inferior a la d'emir però igual a la d'altres xeics dependents directament del resident francès a Bou Tilimit. La gent de l'emir no podia passar a les terres dels tres emirs i la gent d'aquests no podia passar a les de l'emir, a menys d'obtenir el permís del comandant del cercle.
Per la seva subsistència podien cobrar el impost de la horma (una taxa personal sobre el comerç) pagada pels tributaris zenaga (els Rehalha, els Aroueijat, els Oulad El-Faghi i els Oulad Aïd), i el bakh, un impost pagat pels negres de la Chemama i els zenaga harantins, negres lliures o captius que explotaven terrenys. Aquests impost es van dividir en dues parts, una per l'emir (que el 1910 va tenir un fill de nom Amar Salum) i el seu cosí Mohammed al-Habib, fill d'Ahmed Salum II Ould Ali; i l'altre per Ahmed Ould Deïd. La percepció dels impostos el feien els francesos que després repartien. En aquest temps els Ould Aid foren fets autònoms i es va compensar a l'emir amb 33 peces de Guinea i 35 camells, i a Ould Deïd amb 12 camells.
El 1912 es va voler recompensar a Ould Deïd per bon comportament i se li va donar el comandament d'un grup de guerrers dels Oulad Daman o Oulad Ahmed ben Daman a la regió de Bou Tilimit. Ahmed Salum III va morir el 1930 i els francesos van concedir el títol d'emir a Ahmed Ould Deïd; l'any següent (1931) va morir el seu germà i ex emir Sidi Ould Mohammed Fal. Ahmed Ould Deïd va morir el 1943.